# Brunei aux Jeux olympiques d'été de 2012
Le Brunei a de nouveau participé aux Jeux olympiques d'été de 2012 à Londres.
Le Brunei est le seul pays membre du Comité international olympique à avoir manqué les Jeux olympiques d'été de 2008, à Pékin ; il avait compté y prendre part, mais s'était vu expulsé le jour de la cérémonie d'ouverture, n'ayant pas fait parvenir au C.I.O. sa liste d'athlètes. Le pays fait donc en 2012 son retour aux Jeux olympiques.
Au cours des mois qui précèdent les Jeux de Londres, le Brunei attire quelque peu l'attention des médias, étant l'un des trois seuls pays -avec l'Arabie saoudite et le Qatar- à n'avoir jamais envoyé d'athlètes féminins aux Jeux olympiques. Le Comité international olympique indique qu'il « pressera » ces pays de le faire, et en mars 2012 le Brunei remet au C.I.O. sa liste d'athlètes éligibles, comprenant une femme, Maziah Mahusin - âgée de 19 ans, spécialiste du 400 mètres et de la course d'obstacles. Mahusin avait peu de chances d'atteindre les minima pour se qualifier, mais a pu prendre part aux Jeux grâce au principe olympique d'universalisme, qui indique que « tout comité national olympique peut être représenté par des athlètes non qualifiés en athlétisme et en natation, si ce comité n'a aucun athlète qualifié dans ces disciplines »,.

## Athlétisme
Hommes
Courses
| Athlète                  | Épreuve | Séries       | Séries | Quarts de finale | Quarts de finale | Demi-finales | Demi-finales | Finale   | Finale |
| Athlète                  | Épreuve | Résultat     | Rang   | Résultat         | Rang             | Résultat     | Rang         | Résultat | Rang   |
| ------------------------ | ------- | ------------ | ------ | ---------------- | ---------------- | ------------ | ------------ | -------- | ------ |
| Ak Hafiy Tajuddin Rositi | 400 m   | 48 s 67 (PB) | 45e    | NC               | NC               | -            | -            | -        | -      |

Femmes
Courses
| Athlète        | Épreuve | Séries       | Séries | Quarts de finale | Quarts de finale | Demi-finales | Demi-finales | Finale   | Finale |
| Athlète        | Épreuve | Résultat     | Rang   | Résultat         | Rang             | Résultat     | Rang         | Résultat | Rang   |
| -------------- | ------- | ------------ | ------ | ---------------- | ---------------- | ------------ | ------------ | -------- | ------ |
| Maziah Mahusin | 400 m   | 59 s 28 (RN) | 41e    | NC               | NC               | -            | -            | -        | -      |

## Natation
| Athlète      | Épreuve          | Séries        | Séries | Demi-finales | Demi-finales | Finale | Finale |
| Athlète      | Épreuve          | Temps         | Rang   | Temps        | Rang         | Temps  | Rang   |
| ------------ | ---------------- | ------------- | ------ | ------------ | ------------ | ------ | ------ |
| Anderson Lim | 200 m nage libre | 2 min 02 s 26 | 40e    | -            | -            | -      | -      |